# Witold Pałka
Witold Pałka (ur. 5 listopada 1928 w Dąbrówce Małej, zm. 29 sierpnia 2013 w Katowicach) – polski malarz współczesny.
Od 1945 przez dwa lata był uczniem Liceum Sztuk Plastycznych, po jego ukończeniu w Akademii Sztuk Pięknych w Krakowie. Studiował na Wydziale Malarstwa pod kierunkiem Jerzego Fedkowicza, Eugeniusza Eibischa i Wacława Taranczewskiego, dyplom obronił w 1953. W 1955 uczestniczył w Wystawie Młodej Plastyki „Arsenał” w Warszawie i była to pierwsza wystawa w której brał udział Witold Pałka. W późniejszych latach artysta miał dziesięć wystaw indywidualnych, uczestniczył również w wystawach zbiorowych. Od 1965 do 1967 był członkiem Grupy Arkat, pełnił funkcję przewodniczącego rady artystycznej malarzy Zarządu Okręgowego Związku Polskich Artystów Plastyków w Katowicach. Od 1966 do 1980 był stałym współpracownikiem Komisji Sztuki i Architektury Sakralnej Diecezji Katowickiej, czego efektem są liczne dekoracje malarskie w świątyniach Górnego Śląska oraz położonych w innych częściach kraju. Jest członkiem Kapituły Złotej Odznaki Związku Polskich Artystów Plastyków.
Za swoją działalność artystyczną otrzymał wiele wyróżnień i nagród, w 1965 była to Nagroda Wojewódzka za całokształt twórczości, w 1976 wyróżniono malarza Złotym Krzyżem Zasługi, a w 1995 XXIII Śląską Nagrodę im. Juliusza Ligonia. W 2008 został odznaczony Srebrnym Medalem „Zasłużony Kulturze Gloria Artis”.
Prace Witolda Pałki znajdują się w warszawskiej Zachęcie oraz muzeach w Bytomiu, Gliwicach, Szczecinie i we Wrocławiu oraz w Muzeum Śląskim w Katowicach.

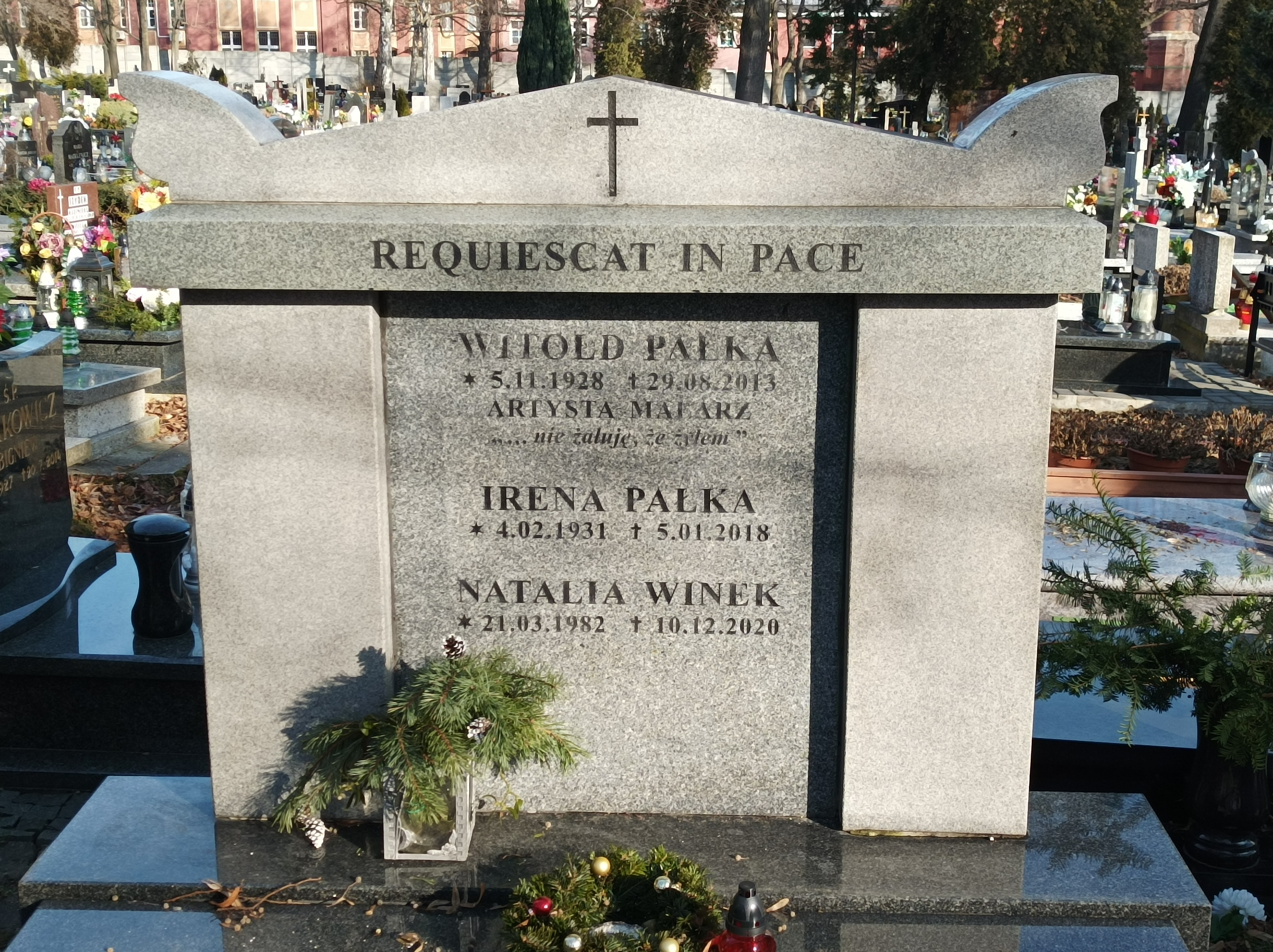
Grób Witolda Pałki na cmentarzu przy ul. Francuskiej w Katowicach